# Cmentarzysko kultury łużyckiej w Baczynie
Cmentarzysko kultury łużyckiej w Baczynie – cmentarzysko znajdujące się w województwie małopolskim, w powiecie krakowskim, w gminie Liszki, w Baczynie.
W 1964 we wschodniej części wsi, na polach uprawnych Zamczyska odnaleziono cmentarzysko kultury łużyckiej. W wyniku prac archeologicznych prowadzonych od 24 sierpnia do 19 września 1964 i od 2 sierpnia do 7 września 1965 roku odnaleziono w sumie ponad 400 grobów o zróżnicowanym obrządku grzebalnym. Znaleziono również wiele przedmiotów codziennego użytku. Istniało tutaj wczesnośredniowieczne grodzisko. Wieloletnie badania prowadzili J. i A. Kraussowie.
Obiekt wpisany został do rejestru zabytków nieruchomych województwa małopolskiego.